# Spuhlja
Spuhlja este o localitate din comuna Ptuj, Slovenia, cu o populație de 809 locuitori.